# شهرستان سووتسکی (استان ساراتوف)
شهرستان سووتسکی (به لاتین: Sovetsky District) یک شهرستان در روسیه است که در استان ساراتوف واقع شده‌است.